# Лоперскапелле
Лоперскапелле (нід. Looperskapelle) — селище в нідерландській провінції Зеландія. Входить до муніципалітету Схаувен-Дьойвеланд.
До 1813 року мало статус окремого муніципалітету.